# Ein Laruz
Ein Laruz (tiếng Ả Rập: عين لاروز) là một ngôi làng Syria nằm ở Ihsim Nahiyah ở huyện Ariha, Idlib. Theo Cục Thống kê Trung ương Syria (CBS), Ein Laruz có dân số 2687 trong cuộc điều tra dân số năm 2004.